# Confidente de la Casa Batlló
El Confidente de la Casa Batlló es un mueble diseñado por Antoni Gaudí para la Casa Batlló hacia 1907, que actualmente forma parte de la colección permanente del Museo Nacional de Arte de Cataluña, como parte de un depósito de la Casa-Museu Gaudí, Junta Constructora del Templo Expiatorio de la Sagrada Familia, desde 1991.

## Descripción
Un arquitecto como Antoni Gaudí, que partía de la idea de obra de arte total a la hora de concebir su arquitectura, difícilmente podía establecer jerarquías entre las artes. Un capítulo brillante e innovador en su producción lo constituye el mobiliario. En los conjuntos diseñados para la Casa Batlló, Gaudí se muestra como un precursor de los diseños ergonómicos y descubre la libertad de proyectar rompiendo con los repertorios académicos y anticipándose, de manera fortuita, al diseño industrial, como harán otros arquitectos coetáneos, como Victor Horta, Charles Rennie Mackintosh o Eero Saarinen.
Las sillas de la Casa Batlló plantean un tipo de asiento, inédito hasta ese momento, que busca las formas redondeadas que se ajusten a la morfología humana. Ejecutadas en los talleres Casas y Bardés con madera de fresno, presentan formas anatómicas que parecen modelarse a partir de la huella que deja el cuerpo al sentarse. Gaudí, asimismo, prescinde de toda referencia de estilo para dejar la forma desnuda, enfatizando las vetas y las cualidades texturales de la madera y dejando de lado los tapizados y las ornamentaciones superfluas, a menudo a partir de estilizaciones florales, que practican los decoradores que le son coetáneos, como Gaspar Homar o Joan Busquets. En el ámbito del mueble, Antoni Gaudí se permitió algunas innovaciones inusuales como el hecho de incorporar el hierro como elemento de sujeción o de ornamentación. Un buen ejemplo es el banco litúrgico de la cripta de la Colonia Güell de Santa Coloma de Cervelló, donde utiliza la barra de hierro y se adelanta a las propuestas que años después harán Le Corbusier, Mies van der Rohe, Walter Gropius o Marcel Breuer. La construcción de este banco litúrgico, de planta trapezoidal y de dos plazas individuales, corrió a cargo del carpintero Tomás Bernat en 1914, y es uno de los últimos elementos de mobiliario que Gaudí diseñó.